# Isabel Esteban Nieto
Isabel Esteban Nieto (Villajimena, 8 de juliol de 1893 - Quintana del Puente, 7 de setembre de 1936) fou una mestra republicana, d'ideologia socialista, assassinada per un escamot feixista als inicis de la Guerra Civil.

## Biografia
Isabel Esteban Nieto, filla d'Idelfonso Esteban Abad, secretari de l'Ajuntament, i Vidala Nieto Pérez, havia nascut a Villajimena, un petit poble de la comarca del Cerrato, a la província de Palència. Era la segona de tres germans i als 15 anys va iniciar els estudis de magisteri en el marc ideològic de l'Espanya de la Restauració; va obtenir el títol de mestra de primària a Guadalajara el 23 d'octubre de 1913.
Des del 1914 al 1925 va exercir d'interina i substituta en diferents pobles de les províncies de Valladolid i Palència. El 1919, durant la seva estada a Aldeayuso (Peñafiel), es va casar amb Guillermo Rodriguez Matabuena i varen tenir set fills.
El 1925 va obtenir la primera plaça en propietat a Becerril de Campos, on va impartir classes fins que el setembre de 1934 fou traslladada a Brañosera, on el seu marit va obrir un forn de pa.
Isabel simpatizava amb l'ideari socialista, estava afiliada a la UGT i formava part de La Casa del Pueblo.

## Repressió i mort
El 19 de juliol de 1936 el cop d'estat del General Franco va triomfar plenament a la província de Palència recolzat pel caciquisme local i el clergat. Ràpidament els caps de la Falange, Guardia civil i Requetès varen formar una brigada mixta que va recórrer els pobles de la comarca sembrant el terror i eliminant amb contundència qualsevol tipus de resistència republicana, essent el magisteri un dels col·lectius més afectats.
A finals d'agost, Isabel fou detinguda, vexada públicament i empresonada. Tenint consciència del destí que li esperava després de l'atroç assassinat de la mestra Sofía Polo Giménez, va enviar una carta de comiat a la seva família.
El 6 de setembre, sense judici previ, fou treta de la presó i carregada en un camió amb diverses persones entre les quals hi havia Cirila Ubaldina García Díaz, la directora del col·legi Modesto Lafuente de Palència, i la jove mestra de 18 anys Consuelo Rodríguez Baranda, que havia estat col·laboradora de Sofia Polo Giménez a les colonies d'estiu. Tot el grup fou afusellat al terme municipal de Quintana del Puente.
Els cossos van ser enterrats en una fossa i mai van ser recuperats.

## Memòria Històrica
No va ser fins al 26 de desembre de 2007 que la Llei de Memòria Històrica promulgada pel govern de José Luis Rodriguez Zapatero va reconèixer certs drets i va establir mesures a favor dels que havien patit violència, mort o persecució durant la Guerra civil i la Dictadura. La llei arribà quan moltes de les víctimes o familiars de les víctimes ja havien mort o eren molt ancianes.
Múltiples associacions de Memòria Històrica, donant suport als familiars d'afusellats i desapareguts, es van mobilitzar per investigar i elaborar mapes de fosses, iniciant gestions per obrir-les, malgrat les grans dificultats de localització i les traves que posaven alguns Ajuntaments.
L'acta de defunció d'Isabel, expedida el 1942, a petició del seu fill, portava la data del 7 de setembre de 1936 tot i que fou afusellada el 6 i consta que fou enterrada a la finca Monte Ramírez del terme municipal de Quintana del Puente, a la vora de la carretera de Palència a Burgos. Hi ha hagut alguns intents d'exhumació d'aquesta fossa sense resultats positius.
Entre el 1936 i el 1941 foren exterminats a la província de Palència 21 mestres, (4 dones i 17 homes) amb un 89'4% de depuracions.